# (36591) 2000 QJ132
2000 QJ132 (asteroide 36591) é um asteroide da cintura principal. Possui uma excentricidade de 0.09047510 e uma inclinação de 3.68814º.
Este asteroide foi descoberto no dia 26 de agosto de 2000 por LINEAR em Socorro.